# Bezirksklasse Halle-Merseburg 1939/40

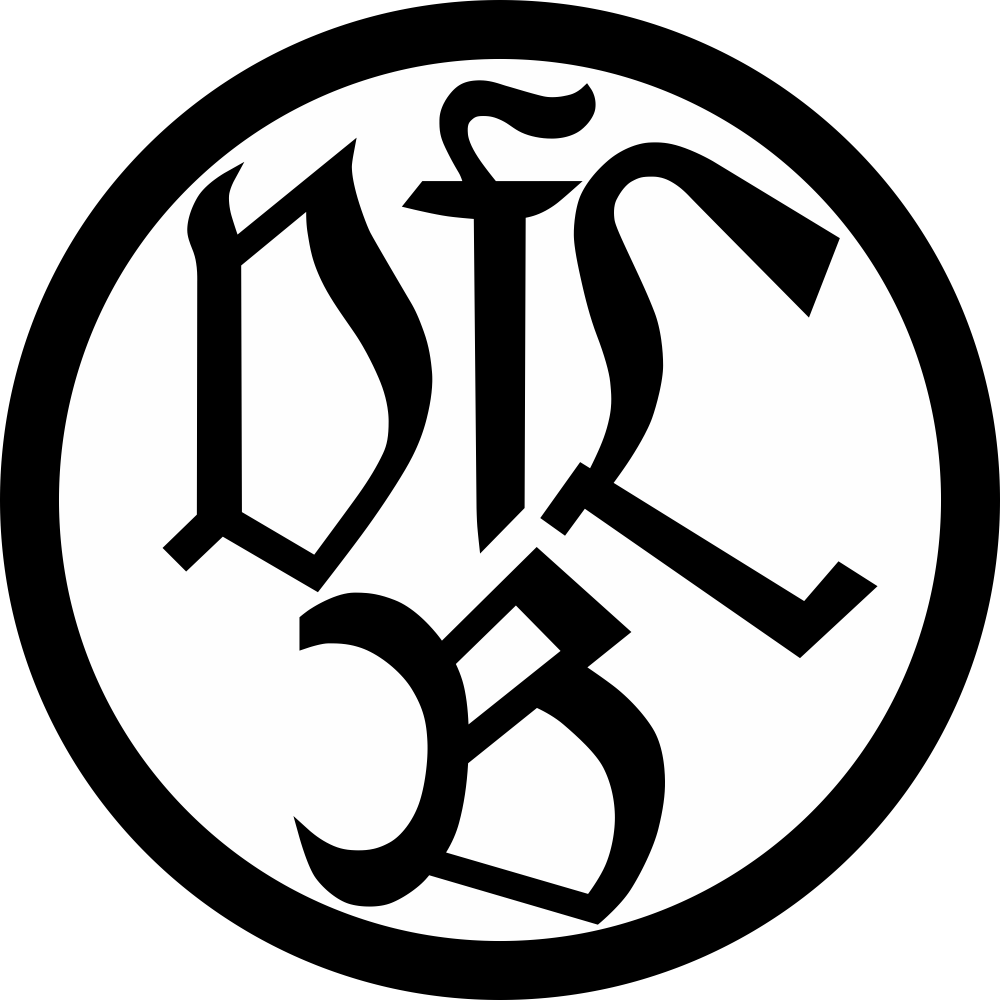
VfL 1911 Bitterfeld – Gesicherter Mittelfeldplatz

Die Bezirksklasse Halle-Merseburg 1939/40 war die siebte Spielzeit der seit 1933 als Unterbau zur Gauliga Mitte fungierenden zweitklassigen Bezirksklasse Halle-Merseburg. Titelträger der Saison wurde die Sportvereinigung Zeitz von 1910, die in den letzten fünf Jahren schon fünfmal Plätze unter den besten Fünf der Tabelle errungen hatte. Endlich mal wurde man im Burgenland mit dem Meistertitel der Klasse belohnt. Dieses Kunststück gelang dann auch noch mit einem beachtlichen Vorsprung von fünf Punkten, fernab vor dem als großen Favoriten ins Rennen gestarteten  FC Wacker Halle 1900, dem Vorzeige-Verein der Region. Der VfL 1912 Merseburg belegte den dritten Platz vor der Borussia 02 Halle, die nach ihrem letztjährigen Fast-Desaster, dieses Jahr einen guten vierten Platz einnahmen. Bitterfeld und Leuna bewegten sich über die komplette Saisonzeit im gesicherten Mittelfeld der Tabelle und gerieten somit nie in wirkliche Abstiegsgefahr. Da in dieser 1. Kriegsmeisterschaft anfangs nur ein Abstiegsplatz ausgeschrieben war, galt dieses eigentlich auch für die Schwarz-Gelben aus Weißenfels deren Lokal-Rivale, die Turn-und-Rasenballer schon frühzeitig abgeschlagen, den Weg nach unten antreten mussten. Durch den Gauliga-Abstieg des SV Merseburg 99, musste jedoch auch der zweite Verein der Stadt, den Weg seines Pendants in die untere Ligen-Klasse mitgehen. Ganze sechs erspielte Punkte waren hierbei beredter Ausdruck von unzureichender Konkurrenzfähigkeit des TuRVW. Aufgrund der politischen Lage, absolvierte man die Saison mit nur 9 teilnehmenden Vereinen. Die für die Saison 1940/41 neu einzunehmenden Plätze, ergatterten nach einer mit nur vier von fünf Kreis-Vertretern ausgetragenen Runde, mit dem FC Preußen 01 Merseburg ein alter Bekannter sowie mit der unbekannten 
SG Mockrehna, ein absoluter Neuling das Teilnahme-Anrecht. Der Meister des Kyffhäuser-Kreises wurde durch einen Verbands-Entscheid, vereinbart im Vorfeld der Saison, aus kriegsmangelbedingt-geographisch-infrastrukturellen Gründen, von der Teilnahme an der Aufstiegsrunde ausgeschlossen.

## Abschlusstabelle
Tabellen, Zahlen und Resultate sind aus den im Unterpunkt Quellen notierten Zeitungen entnommen.
Gespielte Spiele: 72 / Erzielte Tore: 379 oder 369

(7. Spielzeit, (1.Kriegsmeisterschaft) - Saison-Beginn: 03.12.1939)
| Pl. | Verein                     | Sp. | Tore  | Quote | Punkte |
| --- | -------------------------- | --- | ----- | ----- | ------ |
| 1.  | SpVg Zeitz 1910            | 16  | 73:25 | 2,92  | 27:50  |
| 2.  | Hallescher FC Wacker       | 16  | 67:24 | 2,79  | 22:10  |
| 3.  | VfL 1912 Merseburg         | 16  | 44:28 | 1,57  | 20:12  |
| 4.  | SV Borussia 02 Halle       | 16  | 51:29 | 1,75  | 17:15  |
| 5.  | VfL 1911 Bitterfeld        | 16  | 31:33 | 0,94  | 15:17  |
| 6.  | TSV Leuna 1919             | 16  | 37:61 | 0,60  | 13:19  |
| 7.  | SV Halle 98                | 16  | 32:47 | 0,68  | 12:20  |
| 8.  | FV Schwarz-Gelb Weißenfels | 16  | 27:47 | 0,57  | 12:20  |
| 9.  | TuRV 1861 Weißenfels (N)   | 16  | 17:75 | 0,22  | 06:26  |

Nach-Recherche: Torsummen-Abweichung von 10 (379 / 369)
| (N) | Aufsteiger aus den 1. Kreisklassen |

(bei Punktgleichheit entschied in allen Klassen und Runden jeweils der Tor-Quotient über die Tabellen-Platzierung)

## Aufstiegsrunde
In der Aufstiegsrunde spielten vier von fünf Gewinnern der einzelnen 1. Kreisklassen um die beiden Aufstiegsplätze zur Bezirksklasse Halle-Merseburg 1940/41.
Ermittelte Spiele: 5 von 12 / Ermittelte Tore: 18 / Ausspielung: 04.08 - 29.09.1940
| Pl. | Verein                                               | Sp. | Tore  | Quote | Punkte |
| --- | ---------------------------------------------------- | --- | ----- | ----- | ------ |
| 1.  | FC Preußen 01 Merseburg (Sieger Kreisklasse Jahn)    | 4   | 10:70 | 1,42  | 6:2    |
| 2.  | SG Mockrehna (Sieger Kreisklasse Elbe-Elster)        | 1   | 4:4   | 1,00  | 1:1    |
| 3.  | SV Union Sandersdorf (Sieger Kreisklasse Kursachsen) | 3   | 2:3   | 0,66  | 3:3    |
| 4.  | TSV Hohenmölsen (Sieger Kreisklasse Rudelsburg)      | 2   | 2:4   | 0,50  | 0:4    |

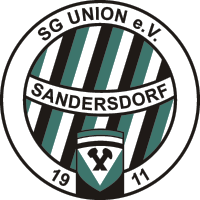
Union Sandersdorf – K.-M. Kursachsen 1939/40

  [* Der Meister des Kyffhäuser-Kreises, TV Salza, nahm nicht an der Relegations-Aufstiegsrunde teil.]
Nach-Recherche: Es konnten bisher nur 5 von 12 Spiel-Resultaten ermittelt werden. Beide Aufsteiger sind aber in dieser oben eingestellten Reihenfolge bekannt.